# Kotovsk (Russia)
Kotovsk è una città della Russia sudoccidentale, situata nella parte centrale del bassopiano della Oka e del Don, sulla sponda sinistra del fiume Cna, 13 km a sud del capoluogo Tambov.

## Società

### Evoluzione demografica
Fonte: mojgorod.ru
- 1916: 8.000
- 1959: 25.500
- 1979: 37.800
- 1989: 38.500
- 2002: 34.100
- 2008: 32.500